# Trâm dầu
Trâm dầu (danh pháp khoa học: Syzygium balsameum) là một loài thực vật có hoa trong Họ Đào kim nương. Loài này được (Wight) Wall. ex Walp. miêu tả khoa học đầu tiên năm 1843.